# Dieter Cremer
Dieter Cremer (* 22. April 1944; † 13. April 2017) war ein deutscher Chemiker (Theoretische Chemie).
Cremer studierte als Stipendiat der Studienstiftung des deutschen Volkes Chemie an der Universität zu Köln mit dem Diplom 1969 bei Harald Günther und der Promotion 1972. Als Post-Doktorand war er bis 1974 an der Carnegie Mellon University bei John Anthony Pople. 1979 habilitierte er sich in Köln und hatte dort 1984 bis 1989 eine Heisenberg-Professur. 1990 wurde er Professor an der Universität Göteborg und war dort ab 1992 Direktor der Abteilung für Theoretische Chemie. 2005 wurde er Professor an der University of the Pacific und Direktor von deren Nanotechnologie-Programm. Ab 2009 war er Professor an der Southern Methodist University in Dallas.
Er befasste sich mit Quantenchemie (unter anderem Dichtefunktionaltheorie, relativistische Methoden, ab initio Berechnungen), molekularer Nanotechnologie, computergestütztem Medikamentendesign, Konformationsanalyse, theoretischer Analyse von Reaktionsmechanismen, Berechnung und Analyse von NMR-Spektren und Schwingungsspektren, Grundlagen chemischer Bindung und damit zusammenhängender Konzepte (Spannung, Elektronendelokalisation, Aromatizität).
1984 erhielt er den Chemie-Preis der Akademie der Wissenschaften zu Göttingen und 1998 war er Mulliken Lecturer an der University of Georgia.